# Grande Prêmio da Grã-Bretanha de Motovelocidade de 2009
O Grande Prêmio do Reino Unido de 2009 foi a décima etapa da Temporada de MotoGP de 2009. Aconteceu entre os dias 24 e 26 de julho de 2009 em Donington Park.

## Classificação da MotoGP
| Pos | No | Piloto           | Construtor | Voltas | Tempo/Aband. | Grid | Pontos |
| --- | -- | ---------------- | ---------- | ------ | ------------ | ---- | ------ |
| 1   | 4  | Andrea Dovizioso | Honda      | 30     | 48:26.267    | 5    | 25     |
| 2   | 5  | Colin Edwards    | Yamaha     | 30     | +1.360       | 6    | 20     |
| 3   | 14 | Randy de Puniet  | Honda      | 30     | +1.600       | 10   | 16     |
| 4   | 15 | Alex De Angelis  | Honda      | 30     | +8.958       | 12   | 13     |
| 5   | 46 | Valentino Rossi  | Yamaha     | 30     | +21.622      | 1    | 11     |
| 6   | 52 | James Toseland   | Yamaha     | 30     | +22.465      | 9    | 10     |
| 7   | 33 | Marco Melandri   | Kawasaki   | 30     | +35.284      | 7    | 9      |
| 8   | 88 | Niccolò Canepa   | Ducati     | 30     | +38.769      | 16   | 8      |
| 9   | 3  | Dani Pedrosa     | Honda      | 30     | +42.112      | 2    | 7      |
| 10  | 36 | Mika Kallio      | Ducati     | 30     | +45.845      | 11   | 6      |
| 11  | 65 | Loris Capirossi  | Suzuki     | 30     | +53.190      | 14   | 5      |
| 12  | 41 | Gabor Talmacsi   | Honda      | 30     | +1:12.315    | 17   | 4      |
| 13  | 7  | Chris Vermeulen  | Suzuki     | 30     | +1:20.398    | 13   | 3      |
| 14  | 27 | Casey Stoner     | Ducati     | 29     | +1 volta     | 4    | 2      |
| 15  | 69 | Nicky Hayden     | Ducati     | 29     | +1 volta     | 15   | 1      |
| Ret | 99 | Jorge Lorenzo    | Yamaha     | 8      | Acidente     | 3    |        |
| Ret | 24 | Toni Elias       | Honda      | 7      | Acidente     | 8    |        |

## Classificação da 250cc
| Pos | No | Piloto              | Construtor | Voltas | Tempo/Aband. | Grid | Pontos |
| --- | -- | ------------------- | ---------- | ------ | ------------ | ---- | ------ |
| 1   | 4  | Hiroshi Aoyama      | Honda      | 27     | 45:17.516    | 3    | 25     |
| 2   | 19 | Alvaro Bautista     | Aprilia    | 27     | +5.723       | 6    | 20     |
| 3   | 75 | Mattia Pasini       | Aprilia    | 27     | +36.161      | 7    | 16     |
| 4   | 58 | Marco Simoncelli    | Gilera     | 27     | +36.776      | 2    | 13     |
| 5   | 63 | Mike Di Meglio      | Aprilia    | 27     | +41.418      | 5    | 11     |
| 6   | 6  | Alex Debon          | Aprilia    | 27     | +41.938      | 4    | 10     |
| 7   | 35 | Raffaele De Rosa    | Honda      | 27     | +57.483      | 11   | 9      |
| 8   | 40 | Hector Barbera      | Aprilia    | 27     | +59.975      | 1    | 8      |
| 9   | 12 | Thomas Luthi        | Aprilia    | 27     | +1:14.852    | 12   | 7      |
| 10  | 55 | Hector Faubel       | Honda      | 27     | +1:16.927    | 14   | 6      |
| 11  | 16 | Jules Cluzel        | Aprilia    | 27     | +1:21.356    | 15   | 5      |
| 12  | 52 | Lukas Pesek         | Aprilia    | 27     | +1:21.665    | 10   | 4      |
| 13  | 15 | Roberto Locatelli   | Gilera     | 27     | +1:29.576    | 13   | 3      |
| 14  | 17 | Karel Abraham       | Aprilia    | 26     | +1 volta     | 9    | 2      |
| 15  | 48 | Shoya Tomizawa      | Honda      | 26     | +1 volta     | 17   | 1      |
| 16  | 25 | Alex Baldolini      | Aprilia    | 26     | +1 volta     | 16   |        |
| 17  | 10 | Imre Toth           | Aprilia    | 26     | +1 volta     | 18   |        |
| 18  | 64 | Luke Mossey         | Aprilia    | 26     | +1 volta     | 24   |        |
| 19  | 53 | Valentin Debise     | Honda      | 25     | +2 voltas    | 21   |        |
| 20  | 7  | Axel Pons           | Aprilia    | 25     | +2 voltas    | 19   |        |
| 21  | 77 | Aitor Rodriguez     | Aprilia    | 25     | +2 voltas    | 26   |        |
| 22  | 8  | Bastien Chesaux     | Honda      | 25     | +2 voltas    | 23   |        |
| 23  | 54 | Toby Markham        | Aprilia    | 23     | +4 voltas    | 25   |        |
| Ret | 14 | Ratthapark Wilairot | Honda      | 18     | Abandono     | 8    |        |
| Ret | 95 | Ralf Waldmann       | Aprilia    | 5      | Abandono     | 20   |        |
| Ret | 11 | Balazs Nemeth       | Aprilia    | 0      | Abandono     | 22   |        |
| DNQ | 68 | Alex Kenshington    | Yamaha     |        |              |      |        |
| DNQ | 67 | Robin Halen         | Aprilia    |        |              |      |        |

## Classificação da 125cc
A corrida de 125cc foi interrompida depois de 14 voltas por causa da chuva. Foi reiniciada com 5 voltas a serem realizadas, com o grid sendo determinado pela ordem de posicionamento antes da interrupção. A segunda parte determinou o resultado final da corrida.
| Pos | No | Piloto             | Construtor | Voltas | Tempo/Aband.            | Grid | Pontos |
| --- | -- | ------------------ | ---------- | ------ | ----------------------- | ---- | ------ |
| 1   | 60 | Julian Simon       | Aprilia    | 5      | 9:12.301                | 3    | 25     |
| 2   | 24 | Simone Corsi       | Aprilia    | 5      | +0.390                  | 12   | 20     |
| 3   | 45 | Scott Redding      | Aprilia    | 5      | +3.072                  | 11   | 16     |
| 4   | 18 | Nicolas Terol      | Aprilia    | 5      | +6.209                  | 6    | 13     |
| 5   | 73 | Takaaki Nakagami   | Aprilia    | 5      | +9.509                  | 20   | 11     |
| 6   | 39 | Luis Salom         | Aprilia    | 5      | +11.211                 | 24   | 10     |
| 7   | 8  | Lorenzo Zanetti    | Aprilia    | 5      | +11.572                 | 22   | 9      |
| 8   | 77 | Dominique Aegerter | Derbi      | 5      | +13.703                 | 18   | 8      |
| 9   | 7  | Efren Vazquez      | Derbi      | 5      | +14.101                 | 16   | 7      |
| 10  | 44 | Pol Espargaro      | Derbi      | 5      | +15.422                 | 7    | 6      |
| 11  | 71 | Tomoyoshi Koyama   | Loncin     | 5      | +17.905                 | 19   | 5      |
| 12  | 6  | Joan Olive         | Derbi      | 5      | +25.625                 | 5    | 4      |
| 13  | 14 | Johann Zarco       | Aprilia    | 5      | +26.793                 | 23   | 3      |
| 14  | 91 | Martin Glossop     | Honda      | 5      | +27.916                 | 31   | 2      |
| 15  | 93 | Marc Marquez       | KTM        | 5      | +28.651                 | 2    | 1      |
| 16  | 92 | Paul Jordan        | Honda      | 5      | +28.999                 | 35   |        |
| 17  | 69 | Lukas Sembera      | Aprilia    | 5      | +30.564                 | 32   |        |
| 18  | 35 | Randy Krummenacher | Aprilia    | 5      | +34.468                 | 21   |        |
| 19  | 87 | Luca Marconi       | Aprilia    | 5      | +38.709                 | 33   |        |
| 20  | 38 | Bradley Smith      | Aprilia    | 5      | +38.938                 | 1    |        |
| 21  | 10 | Luca Vitali        | Aprilia    | 5      | +1:14.040               | 36   |        |
| Ret | 53 | Jasper Iwema       | Honda      | 4      | Acidente                | 25   |        |
| Ret | 32 | Lorenzo Savadori   | Aprilia    | 1      | Acidente                | 26   |        |
| Ret | 5  | Alexis Masbou      | Loncin     | 1      | Acidente                | 28   |        |
| Ret | 88 | Michael Ranseder   | Aprilia    | 1      | Acidente                | 17   |        |
| Ret | 11 | Sandro Cortese     | Derbi      |        | Não largou na corrida 2 | 8    |        |
| Ret | 12 | Esteve Rabat       | Aprilia    |        | Não largou na corrida 2 | 9    |        |
| Ret | 16 | Cameron Beaubier   | KTM        |        | Não largou na corrida 2 | 27   |        |
| Ret | 17 | Stefan Bradl       | Aprilia    |        | Não largou na corrida 2 | 13   |        |
| Ret | 29 | Andrea Iannone     | Aprilia    |        | Não largou na corrida 2 | 10   |        |
| Ret | 33 | Sergio Gadea       | Aprilia    |        | Não largou na corrida 2 | 4    |        |
| Ret | 86 | Karel Pešek        | Aprilia    |        | Não largou na corrida 2 | 29   |        |
| Ret | 89 | James Lodge        | Honda      |        | Não largou na corrida 2 | 30   |        |
| Ret | 90 | Timothy Hastings   | Honda      |        | Não largou na corrida 2 | 34   |        |
| Ret | 94 | Jonas Folger       | Aprilia    |        | Não largou na corrida 2 | 15   |        |
| Ret | 99 | Danny Webb         | Aprilia    |        | Não largou na corrida 2 | 14   |        |